# Rokytne (Sarny)
Rokytne (ukrainisch Рокитне; russisch Рокитное Rokitnoje, polnisch Rokitno) ist eine Siedlung städtischen Typs und war bis 2020 Sitz einer Rajonsverwaltung in der Oblast Riwne in der Ukraine mit etwa 7000 Einwohnern. Der Bahnhof von Rokytne heißt Rokytne-Wolynske, unmittelbar im Norden an die städtische Siedlung Rokytne grenzt das Dorf Rokytne.

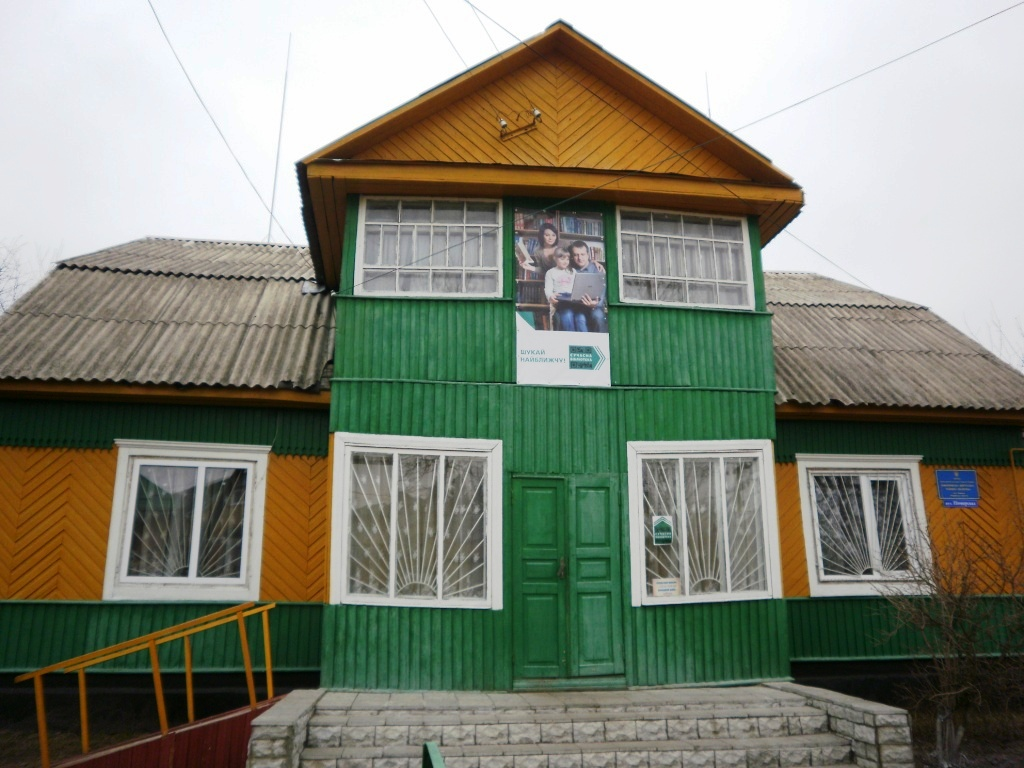
Haus im Ort

## Geschichte
Die Siedlung städtischen Typs wurde in den 1880er Jahren im Zuge des Baus der heutigen Bahnstrecke Kowel–Kiew als Bahnhofssiedlung gegründet und ist ein lokales Zentrum in der Oblast Riwne.
Die Siedlung lag zunächst im Gouvernement Wolhynien im Russischen Reich und kam nach dem Ende des Ersten Weltkriegs im Jahre 1921 zu Polen. Bis 1922 hieß die Bahnhofssiedlung Ochotnikowo (russisch Охотниково) und wurde dann nach dem nördlich liegenden Dorf Rokitno (heute Rokytne) umbenannt. Auf Grund der wachsenden Bedeutung und der wirtschaftlichen Entwicklung Rokitnos wurde dem Ort 1927 das Stadtrecht verliehen, dieser wurde aber nach der Sowjetischen Besetzung Ostpolens im September 1939 wieder aberkannt und der nunmehr Rokitnoje genannte Ort 1940 zu einer Siedlung städtischen Typs degradiert, gleichzeitig wurde er Hauptstadt des Rajons Rokytne. Nachdem er von 1941 bis 1944 von Deutschland besetzt worden war, kam der Ort nach dem Ende des Zweiten Weltkrieges wieder zur Sowjetunion in die Ukrainische SSR und ist seit 1991 ein Teil der unabhängigen Ukraine. Vor dem Zweiten Weltkrieg lebten ungefähr 3000 Juden in der Stadt, das war etwa ein Fünftel der Bevölkerung. Sie wurden mit den Juden aus dem Umland am 15. April 1942 in ein Ghetto gezwungen. Am 26. August 1942 kam es zu einer Massenflucht.

## Verwaltungsgliederung
Am 12. Juni 2020 wurde die Siedlung zum Zentrum der neugegründeten Siedlungsgemeinde Rokytne (Рокитнівська селищна громада/Rokytniwska selyschtschna hromada). Zu dieser zählen auch die Siedlung städtischen Typs Tomaschhorod und die 23 in der untenstehenden Tabelle aufgelistetenen Dörfer, bis dahin bildete die Siedlung die gleichnamige Siedlungsgemeinde Rokytne (Рокитнівська селищна рада/Rokytniwska selyschtschna rada) im Zentrum des Rajons Rokytne.
Am 17. Juli 2020 wurde der Ort Teil des Rajons Sarny.
Folgende Orte sind neben dem Hauptort Rokytne Teil der Gemeinde:
| Name                     | Name                | Name                                            | Name                | Name |
| ukrainisch transkribiert | ukrainisch          | russisch                                        | polnisch            |      |
| ------------------------ | ------------------- | ----------------------------------------------- | ------------------- | ---- |
| Bilowisch                | Біловіж             | Беловеж (Belowesch)                             | Białowiż            |      |
| Bilsk                    | Більськ             | Бельск (Belsk)                                  | Bielsk              |      |
| Blaschowe                | Блажове             | Блажово (Blaschowo)                             | Bleżowo             |      |
| Borowe                   | Борове              | Боровое (Borowoje)                              | Borowe              |      |
| Buda                     | Буда                | Буда                                            | Buda                |      |
| Budky-Snowydowyzki       | Будки-Сновидовицькі | Будки-Сновидовичские (Budki-Snowidowitschskije) | Budki Snowidowickie |      |
| Dert                     | Дерть               | Дерть                                           | Derć                |      |
| Jelne                    | Єльне               | Ельное (Jelnoje)                                | Jelno               |      |
| Karpyliwka               | Карпилівка          | Карпиловка (Karpilowka)                         | Karpiłówka          |      |
| Kupel                    | Купель              | Купель                                          | Kupiel              |      |
| Kyssorytschi             | Кисоричі            | Кисоричи (Kissoritschi)                         | Kisorycze           |      |
| Lissowe                  | Лісове              | Лесовое (Lessowoje)                             | Świniki, Świnnyki   |      |
| Massewytschi             | Масевичі            | Масевичи (Massewitschi)                         | Masiewicze          |      |
| Muschni                  | Мушні               | Мушни                                           | Muszno              |      |
| Netreba                  | Нетреба             | Нетреба                                         | Netreba             |      |
| Oleksandriwka            | Олександрівка       | Александровка (Alexandrowka)                    | Aleksandrówka       |      |
| Osnyzk                   | Осницьк             | Осницк (Osnizk)                                 | Ośnick              |      |
| Rokytne                  | Рокитне             | Рокитное (Rokitnoje)                            | Rokitno             |      |
| Salawja                  | Залав'я             | Залавье (Salawje)                               | Załawie             |      |
| Snowydowytschi           | Сновидовичі         | Сновидовичи (Snowidowitschi)                    | Snowidowicze        |      |
| Staryky                  | Старики             | Старики (Stariki)                               | Rudnia-Staryki      |      |
| Tomaschhorod             | Томашгород          | Томашгород (Tomaschgorod)                       | Tomaszgród          |      |
| Tomaschhorod             | Томашгород          | Томашгород (Tomaschgorod)                       | Tomaszgród          |      |